# Erlinsbach SO
| SO ist das Kürzel für den Kanton Solothurn in der Schweiz. Es wird verwendet, um Verwechslungen mit anderen Einträgen des Namens Erlinsbach zu vermeiden. |

Erlinsbach SO ist eine politische Gemeinde im Bezirk Gösgen des Kantons Solothurn in der Schweiz, an der Grenze zum Kanton Aargau, etwa vier Kilometer (Luftlinie) westlich von Aarau.
Sie ist am 1. Januar 2006 durch die Fusion der beiden früheren Gemeinden Niedererlinsbach und Obererlinsbach entstanden.
Mit der Nachbargemeinde Erlinsbach AG besteht auf verschiedenen Gebieten eine enge Zusammenarbeit. So werden Kindergarten und Volksschule gemeinsam nach aargauischem Lehrplan geführt.

## Wappen
Blasonierung
Geteilt von rot und silber (weiß) überdeckt von einem Rechtsschrägbalken in gewechselten Farben und begleitet von zwei fünfstrahligen Sternen ebenfalls in gewechselten Farben.
Das Wappen der bisherigen Gemeinde Niedererlinsbach wurde um die zwei Sterne ergänzt, die die beiden Gemeindeteile versinnbildlichen.

## Übername
Auf der einen Seite gehört Erlinsbach zum Kanton Aargau und auf der anderen Seite zum Kanton Solothurn. In Erlinsbach Aargau ist die Bevölkerung hauptsächlich reformiert und im solothurnischen Kantonsteil katholisch. Man hatte deshalb in der Talschaft zwei Kirchen. Am Sonntag gingen die Erlinsbacher brav zum Gottesdienst, jeder blieb aber auf seinem Kantonsteil. Das Chilewäägli lief teilweise genau dem Bach entlang, welcher die Kantonsgrenze kennzeichnet. Da man des andern Konfession nicht akzeptieren konnte, beschimpfte man sich gegenseitig über den Bach. Die alten Erlinsbacher ereiferten sich so sehr, dass sie sich über den Bach anspuckten (auf Schweizerdeutsch speuzen). In den umliegenden Dörfern wussten die Bewohner über diese unschöne Sitte der Erlinsbacher beim Kirchgang Bescheid und sprachen deshalb von den Speuzer, wenn man die Erlinsbacher meinte. In der Region hat sich bis zum heutigen Tag der Übername Speuz erhalten.

## Öffentlicher Verkehr
Das Dorf wird durch zwei Buslinien erschlossen des Busbetriebs Aarau, und der Gesellschaft BOGG. Auf der Salhöhe endet die Postautolinie aus Richtung Gelterkinden:
- 2 Barmelweid – Erlinsbach Oberdorf – Aarau Bahnhof – Rohr Unterdorf
- 519 Schönenwerd Bahnhof – Niedergösgen – Erlinsbach Dorfplatz – Stüsslingen – Lostorf Mineralquelle (– an Sonntagen bis Bahnhof Olten)
- Ab Salhöhe an Sonntagen: 102 (Salhöhe) – Kienberg – Anwil – Rothenfluh – Hemmiken – Ormalingen – Gelterkinden

Erlinsbach ist auch an das Nachtnetz angebunden. Mit zwei Nachtbuslinien erreicht man die Bahnhöfe Olten und Aarau:
- N22 Rohr Unterdorf – Aarau Bahnhof – Erlinsbach Oberdorf
- N57 Olten – Winznau – Obergösgen – Lostorf – Stüsslingen – Erlinsbach Dorfplatz – Niedergösgen – Schönenwerd Bahnhof – Niedergösgen – Obergösgen – Winznau – Olten

## Sehenswürdigkeiten

### Pfarrkirche St. Nikolaus

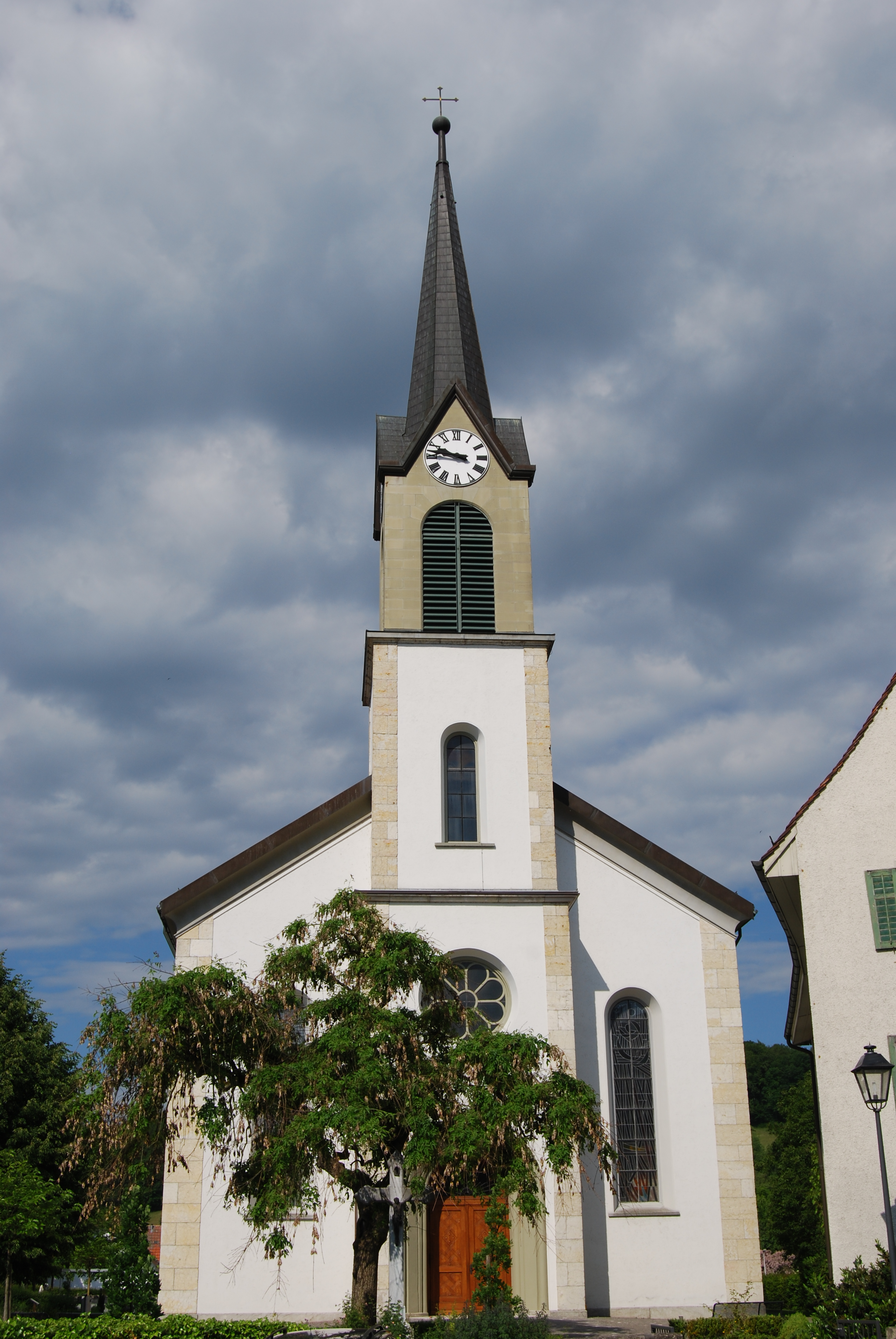
Kirche St. Nikolaus

Die Pfarrkirche St. Nikolaus wurde 1871 nach den Plänen des Architekten Wilhelm Keller, Luzern, erbaut, weil die alte Kirche zu klein war. Eine Urkunde von 1173 erwähnt auch eine Kirche, die vermutlich dem hl. Nikolaus von Myra geweiht war. 1466 wird ein Neubau erwähnt. Somit ist die heutige Kirche der dritte Bau an diesem Ort. Am 15. Februar 1778 erhielt Erlinsbach den Leib des Katakombenheiligen Felix. An Weihnachten 1871 konnte in der neuen Kirche der erste Gottesdienst gefeiert werden. Eingeweiht wurde sie aber wegen des Kulturkampfes erst am 5. September 1886. 1910 wurde der Innenraum aufwändig im Stil des Historismus ausgestattet, mit drei geschnitzten Altären und dekorativen Mustern an Wänden und Decke, ausgeführt durch die schweizweit bekannte Werkstätte von Carl Glauner, Will SG.

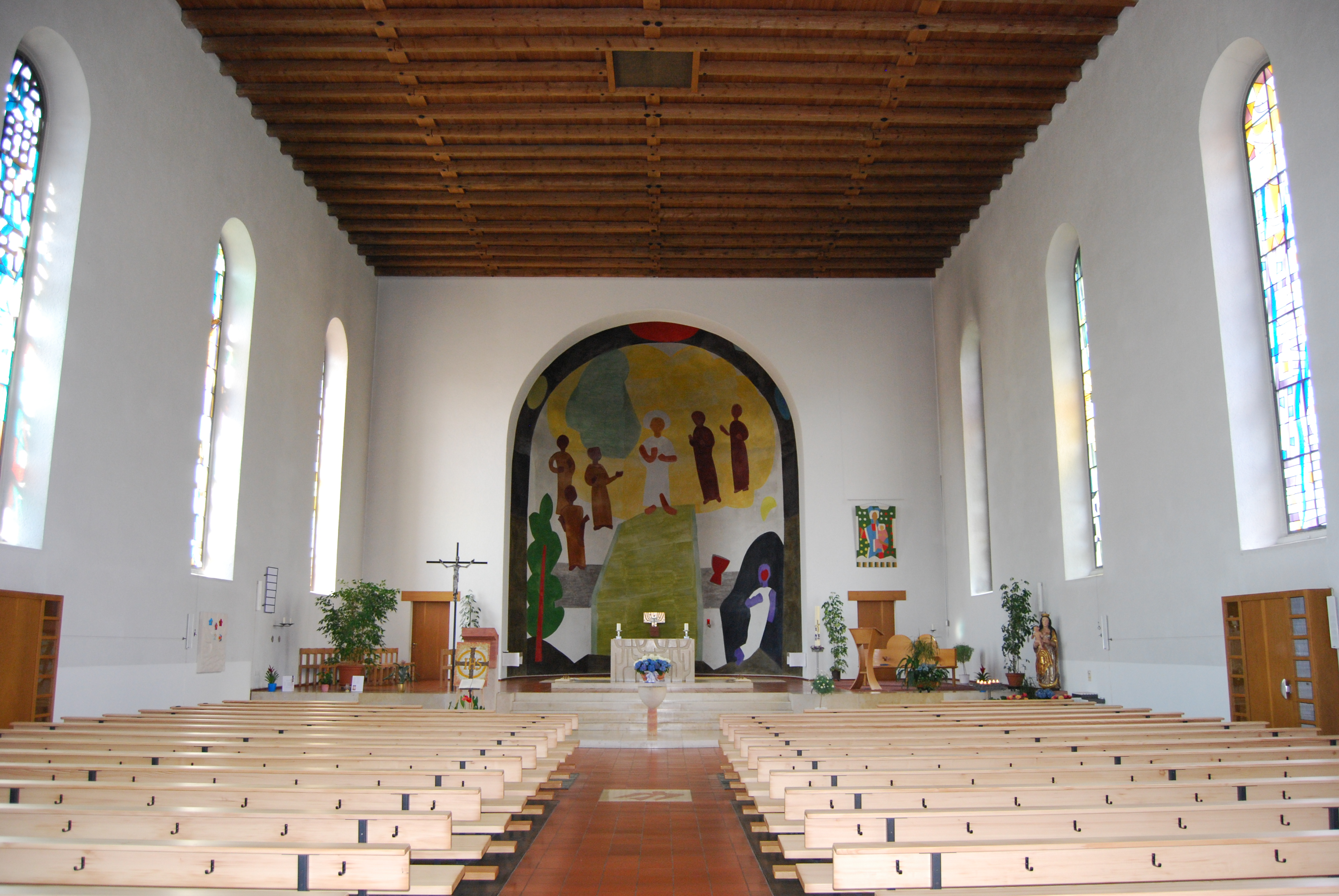
St. Nikolaus, Innenansicht

Aber schon 1956 war eine neue Zeit angebrochen und die Kirche wurde gründlich umgebaut. Der Basler Architekt Hans Peter Baur veränderte den Innenraum, besonders den Chorraum, so entscheidend, dass man von einem Fast-Neubau sprechen kann. Durch die Verlegung der Sakristei in den Anbau rund um die Apsis angelegt, wurde der Chorraum markant vergrössert. Albert Schilling, Arlesheim, schuf 1956 den grossen, freistehenden Blockaltar, den Tabernakel und das grosse Kreuz beim Ambo. Das Hauptwerk von Ferdinand Gehr, Altstätten SG, ist die Bemalung der Apsis mit dem monumentalen Fresko der Verklärung Christi auf dem Berg, das er 1975 ausführte. Schon 1956 schuf Gehr zwei Farbfenster, 1963 folgte der „Engelszyklus“ in zwölf Fenstern. Die Kräfte der Natur werden als Boten Gottes, als Engel, dargestellt. 1970 wurde eine neue Empore in die Kirche eingebaut, mit der neuen Orgel der Firma Orgelbau Kuhn, Männedorf, mit 29 klingenden Registern. – Fabrizio Brentini schreibt im Kunstführer der Kirche: „Das Innere der Kirche St. Nikolaus in Erlinsbach ist eine der gelungensten Umgestaltungen eines historistischen Raumes…. Dank der unaufdringlichen Verschmelzung von Architektur und Kunst durch das herausragende Ensemble von Ferdinand Gehr besitzt Erlinsbach einen harmonischen Kirchenraum, der nicht nur Besucher und Besucherinnen der Liturgie auch in Zukunft faszinieren dürfte.“
Das sechsstimmige Geläut mit der Stimmung B° – des' – es' – f' – as – b' wurde 1932 von der Gießerei Rüetschi in Aarau gegossen.

### Laurentiuskapelle

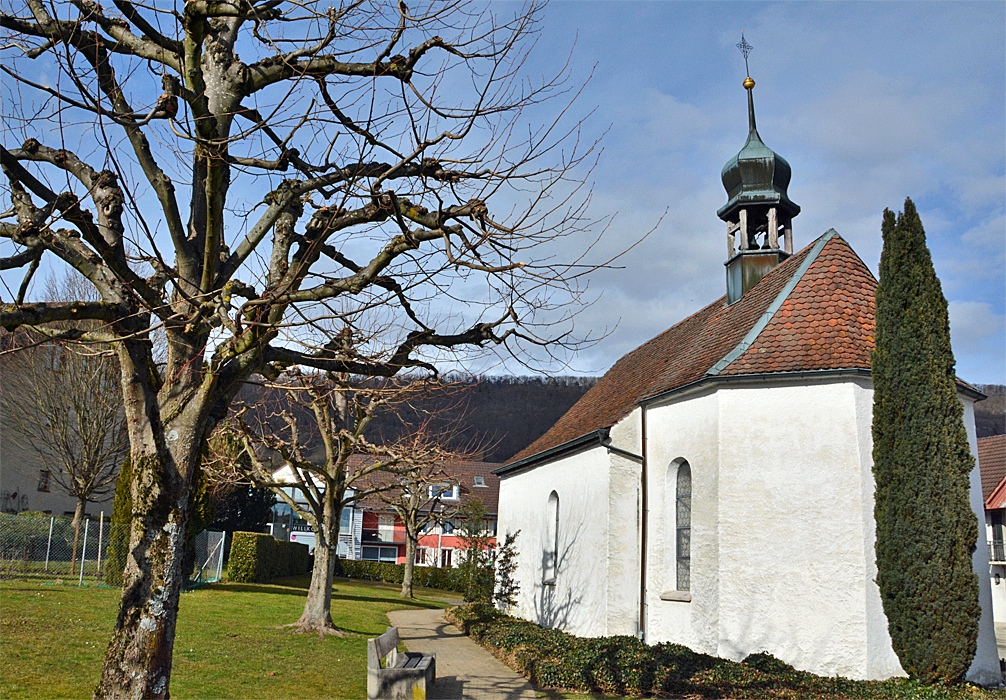
Obererlinsbach, Laurentiuskapelle

Die Laurentiuskapelle wurde im Jahr 1697 an Stelle einer mittelalterlichen Kapelle errichtet, die 1375 von den Guglern zerstört worden war. Die Kapelle wurde am Laurentiustag, 10. August 1698, eingeweiht und ist heute im Besitz der Bürgergemeinde Obererlinsbach. Die letzte umfassende Renovation wurde 1979 abgeschlossen. Es drängt sich die Vermutung auf, dass durch die 1665 geregelte Grenze zwischen dem reformierten Berneraargau und dem katholischen Solothurn eine ehemalige Kapelle im Gebiet des Laurenzenbad im Aargau im katholischen Gebiet wie ein konfessioneller Grenzstein neu erbaut wurde. 1729 ist sie durch einen Brand zerstört und mit Hilfe des Kantons Solothurn wieder aufgebaut worden.
Das bedeutendste Werk in der Kapelle ist der dem hl. Laurentius gewidmete Altar im Stil des Frühbarock. Bedeutend sind die Halbfigur „Jesus der Schmerzensmann“ und eine Pietàgruppe. Sie stehen im Kirchenschiff auf Konsolen und sind älter als die Kapelle.

### Weitere Gebäude

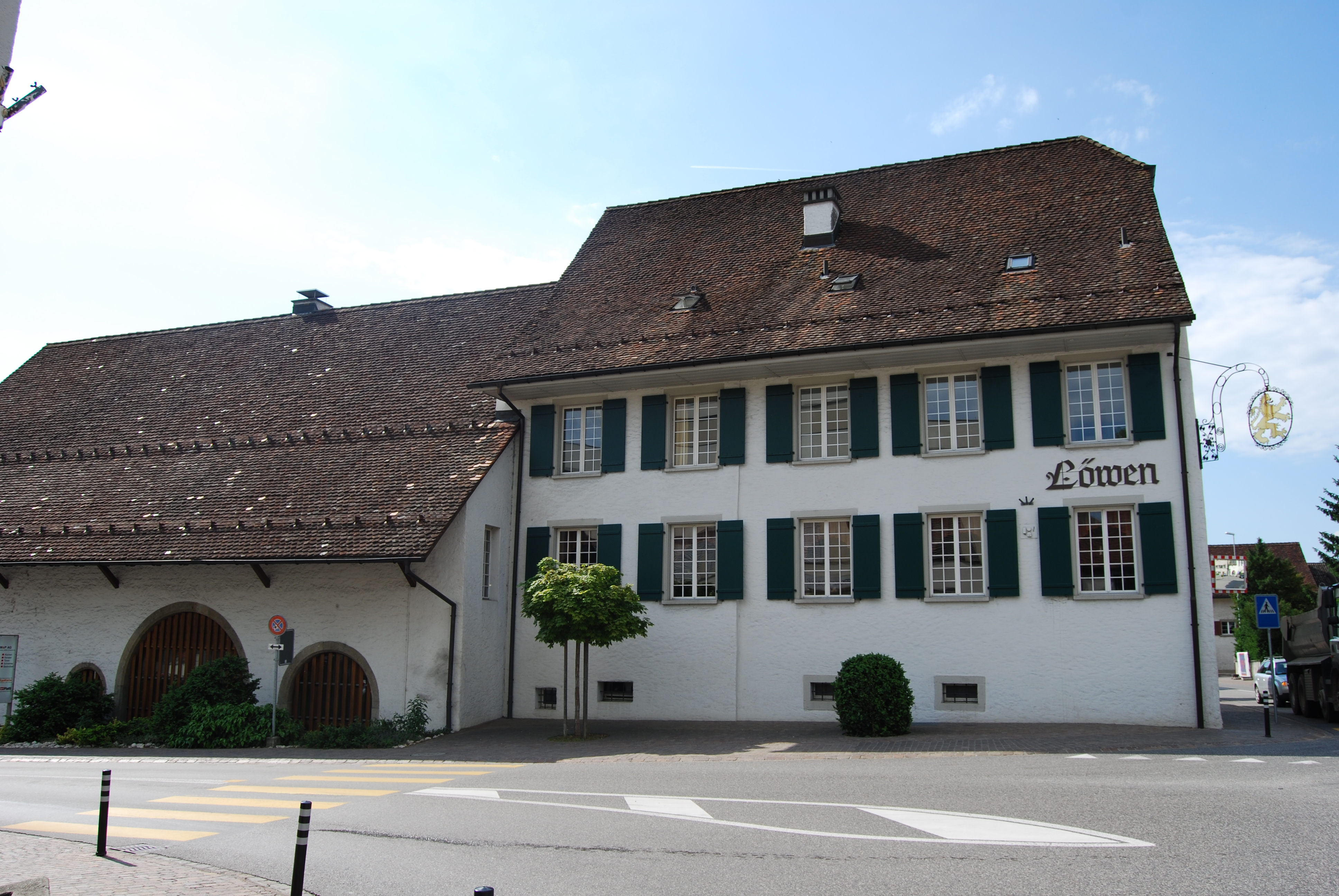
Restaurant Löwen
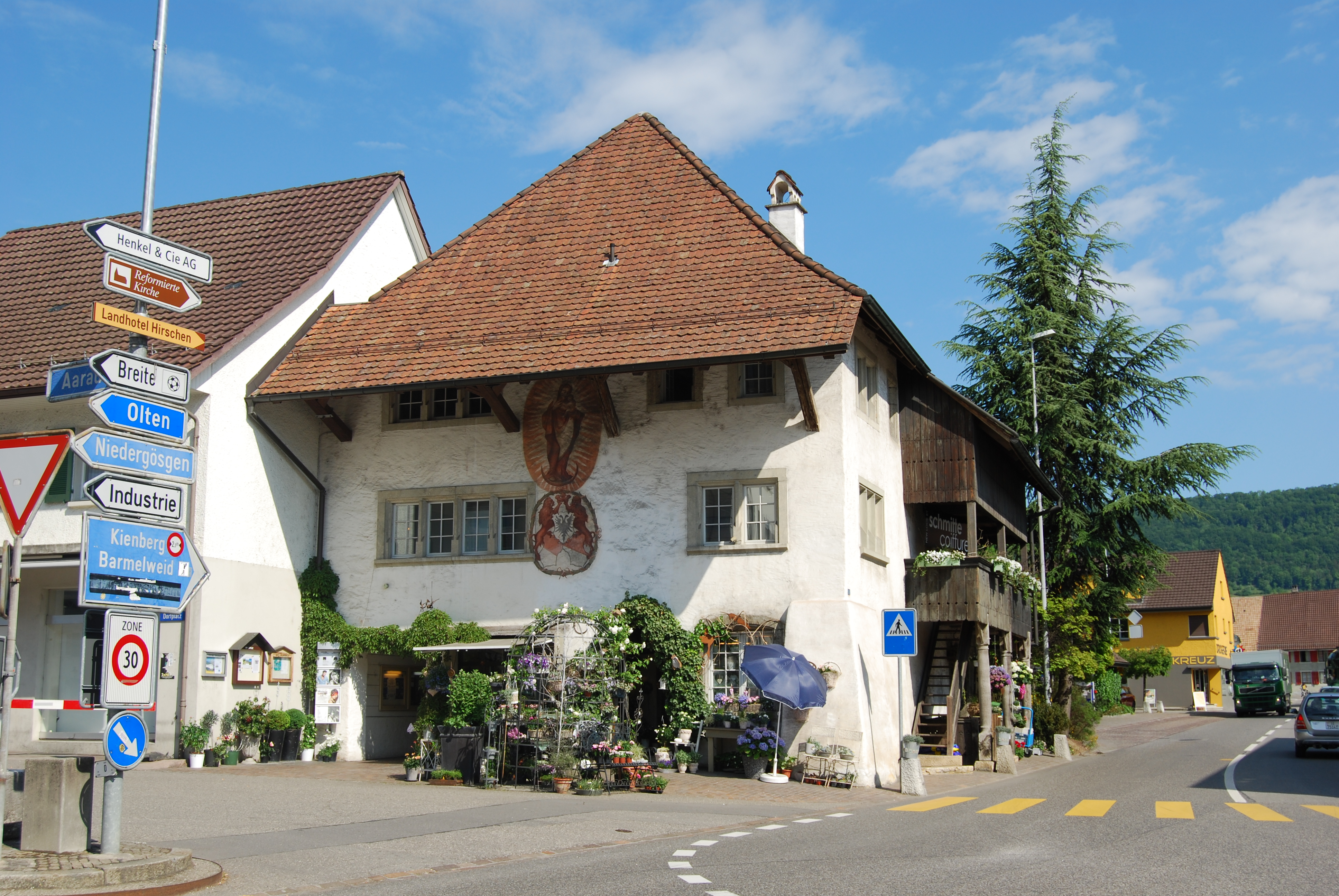
Alte Schmitte
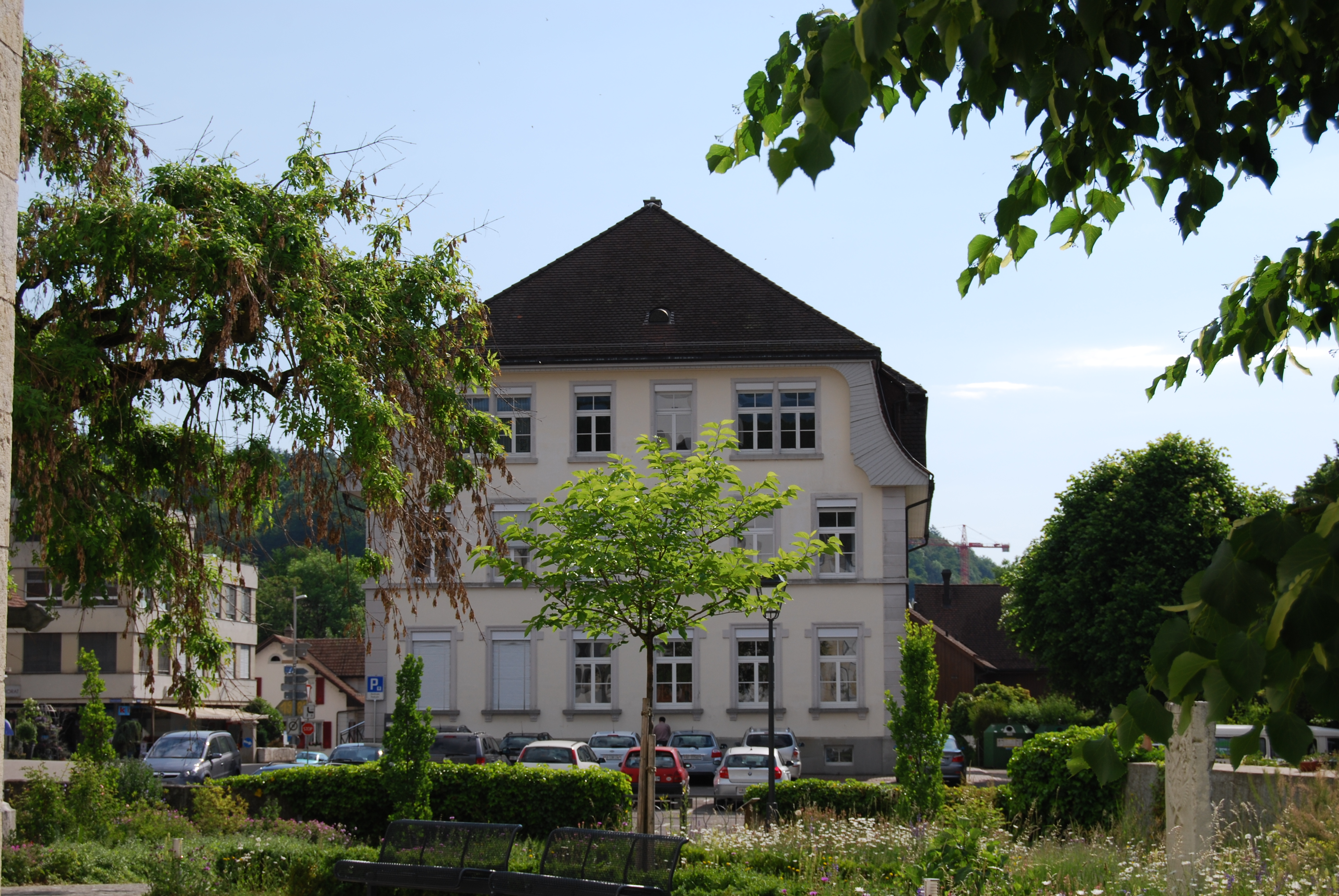
Gemeindehaus

### Luftaufnahmen

Luftbild (1953)

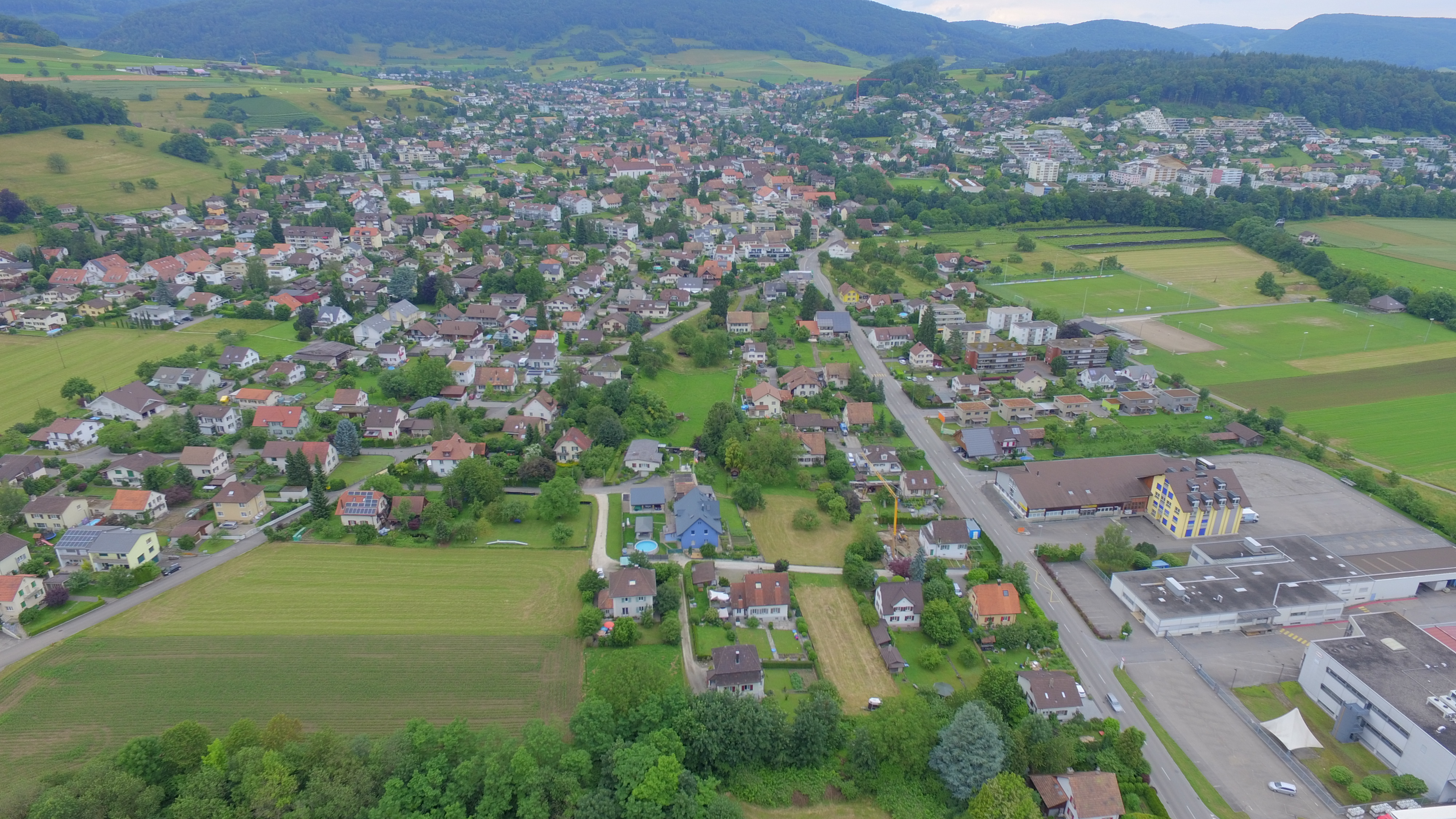
Flugaufnahme von Erlinsbach, Sicht aus Richtung Niedergösgen